# 龍蝦濃湯

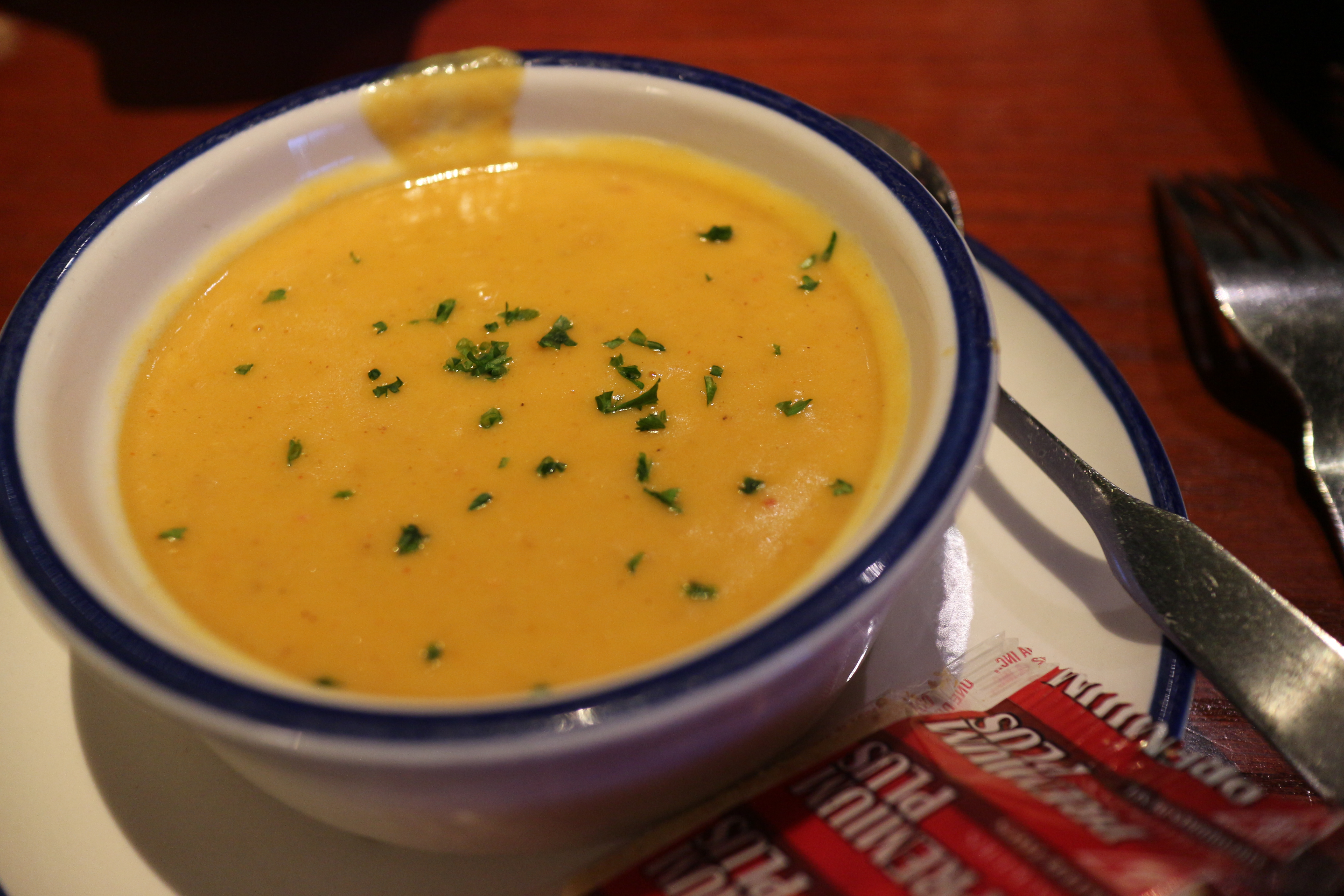
一碗龍蝦濃湯

龍蝦濃湯（英語：Lobster Bisque），又稱法式龍蝦湯，是一種法式濃湯，主要由龍蝦及奶油烹調而成。

## 外部連結
- Food.com 的蝦龍糊菜譜 （页面存档备份，存于）